# Cavalese
Cavalese és un municipi italià, dins de la província de Trento. L'any 2007 tenia 3.888 habitants. Limita amb els municipis de Carano, Castello-Molina di Fiemme, Daiano, Tesero i Varena.

## Administració
| Període | Identitat     | Partit        |
| ------- | ------------- | ------------- |
| 2020-   | Sergio Finato | Llista cívica |